# سکو کونه
سکو بی کونه (انگلیسی: Sékou Koné؛ زادهٔ ۳ فوریهٔ ۲۰۰۶) بازیکن فوتبال اهل مالی است که برای باشگاه فوتبال منچستر یونایتد بازی می‌کند. 
وی همچنین در تیم ملی فوتبال زیر ۱۷ سال مالی بازی کرده است.